# Рудно (Україна)
Ру́дно (у 2008-2025 роках Рудне) — селище в Україні, у складі Львівської міської територіальної громади, Львівського району, Львівської області. Підпорядковується Львівській міській раді, як частина Залізничного району міста Львова.

## Назва
Назву Рудно на Рудне почали змінювати приблизно у 2008-2009 роках з початком електронного документообігу. Це рішення було прийняте без громадських слухань та без офіційного документа про перейменування. Проте, серед місцевих мешканців побутувала ідея повернути історичну назву. Про те, що селище називали саме Рудно, свідчать матеріали Державного архіву Львівської області та багато інших історичних чинників.
Парламент України на пленарному засіданні 5 червня 2025 року прийняв в цілому проєкт постанови Верховної Ради України «Про перейменування окремих населених пунктів», згідно з яким Рудно повернуло собі історичну назву. Постанова набула чинності 15 червня 2025 року.

## Географія
Селище розташоване у центральній частині Львівської області та межує на півдні з селом Зимна Вода, на півночі з с. Паланки, на заході з с. Суховоля та на сході з Білогорщею та Львовом. До Рудна з півночі та заходу прилягають Руднівський та Вороцівський ліси.

### Водойми
Селище розташоване в річковому басейні Дністра. Через західну частину Рудна тече потік Зимна Вода, який у південній частині села утворює став, до якого зі сходу впадає Білогорський потік, котрий, у свою чергу, тече з Білогорщі. Води, які випливають із цього ставка на південному сході впадають до Старої ріки, яка є лівою притокою Верещиці.

## Клімат
| Кліматограма містечка Рудне | Кліматограма містечка Рудне | Кліматограма містечка Рудне | Кліматограма містечка Рудне | Кліматограма містечка Рудне | Кліматограма містечка Рудне | Кліматограма містечка Рудне | Кліматограма містечка Рудне | Кліматограма містечка Рудне | Кліматограма містечка Рудне | Кліматограма містечка Рудне | Кліматограма містечка Рудне |
| --- | --------------------------- | --------------------------- | --------------------------- | --------------------------- | --------------------------- | --------------------------- | --------------------------- | --------------------------- | --------------------------- | --------------------------- | --------------------------- |
| С | Л                           | Б                           | К                           | Т                           | Ч                           | Л                           | С                           | В                           | Ж                           | Л                           | Г                           |
| 47 −1 −6 | 49 1 −5                     | 54 7 −1                     | 62 14 4                     | 94 19 9                     | 91 22 13                    | 113 24 15                   | 83 23 15                    | 77 18 10                    | 61 13 6                     | 55 7 2                      | 53 2 −3                     |
| Середня макс. і мін. температури повітря (°C) Атмосферні опади (мм), за рік : 839 мм. Джерело: Рудне «Climate-Data.org» (англ.) |                             |                             |                             |                             |                             |                             |                             |                             |                             |                             |                             |

## Топоніми
Урбаноніми
За кількістю елементів інфраструктури — 73 вулиці з 2000 будинків.
Вулиці:
- 22 січня
- Бандери Степана
- Бічна Дитяча
- Бічна Лісна
- Бічна Шухевича Романа
- Богуна Івана
- Вербицького Михайла
- Весняна
- Виговського Івана
- Виїзна
- Вишенського Івана
- Вишнева
- Вокзальна
- Володимира Великого
- Вузька
- Гагаріна Юрія
- Галицька
- Героїв Небесної Сотні
- Грушевського Михайла
- Дитяча
- Джерельна
- Драгоманова Михайла
- Залізнична
- Зелена
- Івасюка Володимира
- Кам'яна
- Квіткова
- Коновальця Євгена
- Коперника Миколая
- Короленка Володимира
- Коротка
- Космонавтів
- Купера Фенімора
- Лесі Українки
- Лісна
- Лисенка Миколи
- Лугова
- Міцкевича Адама
- Мазепи Івана
- Марченка Олександра
- Менделєєва Дмитра
- Миру
- Нагірних
- Наливайка Северина
- Невського Олександра
- Новоселів
- Полуботка Павла
- Озерна
- Петлюри Симона
- Пилявського
- Підгірянки Марії
- Підкови Івана
- Піскова
- Польова
- Сагайдачного Петра
- Садова
- Сірка Івана
- Січева
- Сліпого Йосифа
- Соснівська
- Сполучна
- Стуса Василя
- Терешкової Валентини
- Франка Івана
- Хмельницького Богдана
- Центральна
- Шашкевича Маркіяна
- Шевченка Тараса
- Шептицького Андрея
- Шухевича Романа
- Юнацька
- Яворницького Дмитра
- Ягідна

Місцевості:
- Осичина (нині — ділянка від середини до низу вул. Шевченка) свою назву отримала завдяки тому, що навколо хат росла осика.
- Парна (на межі Рудна та Білогорщі), бо там було побудовано невеличку кількість хат або як казали місцеві «пару хат».
- Під станцією (нині — нижня частина вул. Шептицького), тобто невеличка кількість хат, яка розташовувалася вздовж дороги, що вела до залізничної станції, попри залізничний насип.
- Стависько отримала свою назву через непрохідні болота в долині потоку Зимна Вода.

## Історія
Села Рудне та Зимна Вода у XIV столітті творили одну маєткову цілісність під назвою «Зимна Вода».
За деякими даними ця назва походить від довколишніх мокляків (боліт), які в деяких місцях були покриті рудавиною. У той час, коли назва вже закріпилася, навколо нашої оселі були ще великі стави в яких постійно вода була холодна, від чого місцевість отримала назву Зимна Вода. Ця назва існувала вже за княжих часів. Назва «Рудно» постала після 1461 року.
У 1461 році вперше згадано назву «Рудний став», якою йменувалась та частина Зимної Води, яка у 1591 році від’єдналась і стала відомою як Рудно. На карті 1 -го австрійського знімання 1779-1783 рр.  значиться назва «Ruda», а на карті Й. Лізґаніґа та сама назва, але з помітною корекцією її із «Rudno». Північніше Зимної Води була місцевість, багата на болотну залізну руду, тому цю територію називали Руда (згодом – Рудно).
Інша згадка про Зимну Воду, що датується 16 листопада 1461 року: її власник Ян Голомбек свідчить, що продав Станіславові з Красніка солтиство в своєму селі Зимна Вода за 30 гривен польських, додавши до нього 3 лани поля, рибний став і луг.  
Взагалі Рудно було немов присілком Зимної Води, хоча було окремою громадою. Щойно після викупу і регуляції ґрунтових тягарів у 1866 році Рудно різко відділилося від Зимної Води. Отже, після 1866 року Рудно — самостійна адміністративна одиниця. Має виборного війта та Громадську Раду, що не була залежна від поміщика. Громадська Рада складалася з війта і п'ятьох радних.
Відомо, що в середині XIX століття в Рудно відкрито церковно-парафіяльну школу (до того була лише так звана «дяківська»). Також існувала однокласова школа, в якій могли навчити дітей читати і писати. У 1848 році у східній частині села встановили пам'ятний хрест з нагоди скасування панщини, на якому напис — «3 Май 1848».
Першим вибраним війтом в Рудно був Дмитро Зелінський. Після нього селом керували: у 1905—1906 роках Юстин Панкевич, у 1913—1914 роках Степан Панкевич, після 1914 року — Панько Байцар. Найстаршою культурно-освітньою установою Рудно була читальня  товариства «Просвіта», організована парохом о. Левом Трещаківським близько 1860 року. На початку XX століття в центрі села розпочали будівництво в'язниці, але війт виніс пропозицію віддати приміщення під новозасновану читальню товариства «Просвіта». В будинку товариства «Просвіта» діяли: театральний гурток, селянська спілка, товариство «Сокіл», кооператива «Будучність», товариства «Рідна Школа», «Сільський Господар», осередки організацій «Пласт», «Луг», «Відродження».
Селяни Рудна вирощували всі роди збіжжя. До першої світової війни також сіяли льон, коноплі, садили трохи кукурудзи. Тягловою силою в господарствах були коні. Худоби багато не було через брак пасовиськ. Раніше займалися мисливством. Сіножаті (або т.зв. «Болота») були, переважно, невеликі торфовиська. Господарства в Рудно були малоземельні, переважно мали від 1 до 12 моргів. Найбільше землі було у парафії — до 20 моргів. Також в Рудно жили т.зв. «халупники» — люди, які мали тільки маленьку хатину (халупу) і маленький клаптик землі біля неї. До кінця XIX століття вони працювали у заможних селян, звичайно, за умовлений сніп. Територія Рудно була досить заліснена, в більшості сосниною і ялицею, а також вільхами, тополями, ясенами, липами, каштанами. Були і дуби, які позрізували під час будівництва залізниці. Був також великий, осиковий ліс, який вирубали з дозволу Громадського уряду села, а звільнену територію розподілили під будівництво житла. Нову забудовану місцевість назвали «Осичина».
На початку XX століття Рудно розширювалося, але щільність заселення була малою, причина — мокляки (болота). В присілку «Осичина» було декілька новозбудованих хат, довкола яких ще росла осика. В цьому присілку виділялася гарна вілла, в якій мешкав Бурггарт. Другий присілок мав назву «Парна», бо там було пару хат. Парна була побудована на межі Рудно і Білогорщі. Біля залізничної станції не було багато домів, вони стояли при дорозі , що йшла біля залізничного насипу. Цей район називали "Під станцією". Від залізничного насипу на північ в долині потоку Зимна Вода, були непрохідні болота на т.зв. «Ставиську». Дорогою від села на північ, в напрямі фільварку Стриховалець, простяглися розлогі сіножаті, через які пропливала річка, що в минулому сполучувала ще один став в центрі села. Хати в Рудно відділені від цього ставу греблею, яка заодно служила дорогою. В кінці XIX століття велика повінь зірвала греблю, що проходила від пам'ятника св. Івану з Дуклі попри млин аж до присілка Осичина. Потім замість зруйнованої греблі збудували над потоком Зимна Вода лише місток, який назвали «Опуст». Біля західної частини Рудна був сосновий ліс, власність громади. Після 1914 року у цій частині Рудна, на парцеляції (т.зв. «Міллерівці») почали оселятися чимало лікарів і відкривати свої канцелярії. З півдня Рудно межувало зі Зимною Водою.Побудована залізниця чітко відділила Рудно від Зимної Води високим насипом та залізничним мостом над потоком. На терені Рудна були сильні джерела зимної води, яка постійно мала однакову температуру і була прозора, як сльоза, тому в народі жило повір'я, що там комусь в давнину з'явилася Матір Божа. Місцеві люди ходили до цієї води вмиватися. З того часу, коли частину Зимної Води продали Станіславу з Красніка і ця частина отримала назву «Рудно», а Зимна Вода опинилася без джерел води. Залізничним насипом від Рудна відділили церкву, парафіяльні будинки та школу. Для будівництва насипу возили каміння з близького шутровиська, на місці якого потім залишилися дві великі ями та насип, який назвали «Голда». Після втечі більшовиків у 1941 році рудняни на цьому насипу збудували гарний пам'ятник в пам'ять про тих, хто загинув за батьківщину від рук більшовиків. На жаль, у 1944 році російське військо знищило цей пам'ятник. Поблизу «Голди» був окремий, т.зв. «холерний цвинтар». Ця епідемія прийшла в Рудно у 1870 році та з перервами тривала до 1873 року. На місці цього цвинтаря під час першої світової війни стояв високий дерев'яний хрест. В Рудно були три великі криниці з кришталевою водою. Першу називали «Вурдяки», другу «Колодієва», третю — «Гевакова». До першої світової з'явилося багато нових криниць, а в міжвоєнний час майже на кожному подвір'ї була власна. Найбільше джерело називали «Лепесина».
Відомо, що з Рудного пішли до лав Січових стрільців захищати Україну такі чоловіки: Банах Євген, Сидорик Євген, Коваль Юстин, Ярош Іван, Ярош Сильвестр, Ковалишин Антін, Зелінський Максим, Петрушко Михайло, Байцар Степан, Козак Дмитро. В їхню пам'ять у південній частині Старого Рудна, біля вулиці, встановили великий камінь з переліком цих героїв. В Руднівському лісі можна побачити маленьку, символічну стелу з написом на українській мові та івриті: «На цьому місці були вбиті німецькими нацистами 53 євреї, які були привезені з робочого табору в Зимну Воду 16.6.1943 року. Цей пам'ятник у 1998 році встановили Олександр та Ірена Чобан (Сарель-Фогельман) в пам'ять про маму Генрику, бабцю Берту Гамер та батька Альфреда, знищеного у 1942 р. в Белзі».
У 1940 році радянська влада надала Рудно статус селища міського типу, а після війни Рудно швидко забудовували. Якщо в селі у 1935 році мешкало 616 осіб, то на початку 1950-х років — більше тисячі. У зв'язку зі збільшенням чисельності населення, почала з'являтися інфраструктура обслуговування — школа, амбулаторія, побуткомбінат і т.д..
У 1967—1971 роках села Дубкевичівка та Надільне увійшли до складу селища з історичною назвою Рудно.

## Населення
У «географічному словнику Королівства Польського», виданому у 1881 році у Варшаві, подається наступна інформація стосовно населення Рудна, а саме, що «у 1880 році було 70 будинків із 480 мешканцями у ґміні та 5 будинків із 37 мешканцями на околицях села. За віросповіданням було 71 римо-католик, 418 греко-католиків, 11 юдеїв та 17 інших віросповідань. За національною ознакою було 48 поляків, 463 русини, 6 німців».
За даними всеукраїнського перепису населення 2001 року в селищі мешкало 6248 осіб.

### Мова
Розподіл населення за рідною мовою за даними перепису 2001 року:
| Мова            | Кількість | Відсоток |
| --------------- | --------- | -------- |
| українська      | 6174      | 98.56%   |
| російська       | 74        | 1.16%    |
| польська        | 11        | 0.18%    |
| німецька        | 1         | 0.02%    |
| болгарська      | 1         | 0.02%    |
| вірменська      | 1         | 0.02%    |
| румунська       | 1         | 0.02%    |
| інші/не вказали | 1         | 0.02%    |
| Усього          | 6264      | 100%     |

## Інфраструктура
Починаючи з 1990-х років на території селища швидкими темпами почав розвиватися бізнес. Сьогодні понад 120 мешканців Рудна займаються підприємницькою діяльністю в межах селища та поза його межами.
Найбільше підприємців Рудна зайнято у сфері торгівлі, як гуртової, так і роздрібної, зокрема, слід виділити підприємства торгівлі — рудненську філію ДКВП «Залізничник», торговельне підприємство «Універмаг „Рудне“», які є у державній власності. Також у селищі зареєстровано та діє більше 30 підприємств торгівлі різних форм власності. Вони займаються реалізацією товарів різних груп, зокрема, продуктами харчування, побутової хімії, будматеріалами, автомобілями тощо. Деякі з них можна також віднести до сфери громадського харчування, оскільки вони займаються реалізацією готової продукції (овочі, фрукти, хлібо-булочні вироби та ін.), а є й такі, що займаються їх виробництвом чи закупівлею для подальшої реалізації на торгових точках у власних магазинах. Сюди слід віднести наступні підприємства — ТзОВ «Ексіс», Торговельно-закупівельний кооператив громадського харчування «Для домашнього столу», ПП «Фірма „Кракус“», ПП «Гіркова».
Широко розвинута в селищі транспортна галузь, зокрема, на регулярних пасажирських перевезеннях спеціалізується ПП «Рудне-Транс», а на вантажних — ПП «ЛП-транс», Спільне українсько-італійське підприємство у формі ТзОВ «Українська транспортна компанія». На ремонті та обслуговуванні транспортних засобів спеціалізуються ПП «Міст-Тенти». Крім того це підприємство займається пошиттям тентів та чохлів для автотранспорту.
Декілька підприємств надають населенню побутові послуги, зокрема, пошиттям взуття займається ТзОВ «Мастема ЛТД», а пошиттям одягу — СП у формі ТзОВ «Ков-Кор ЛТД». Також у Рудне є місцеве підприємство, що спеціалізується на наданні послуг для населення по догляду за волоссям — КП «Перукарня побутового обслуговування „Василина“» та підприємства, які займаються ремонтом побутової та радіотехніки — ПП «Техноремпобут», ПП «Електротех», ПП «Мізунь».
Питаннями водопостачання та водовідведення мешканців Рудна займається колективне підприємство «Теребля», а питаннями комунального характеру — КП «Житлово-комунальна служба» смт. Рудне. Крім того у селищі функціонує відділення поштового зв'язку та автоматична телефонна станція (АТС-297).

### Освітні заклади
Для наймолодших мешканців Рудна, на вул. Грушевського 56, споруджено дошкільний навчальний заклад (ясла-садок) № 180. Також у селищі, по вул. Огієнка 9, розташований Ліцей № 74 імені Марійки Підгірянки Львівської міської ради. На початку 1990-х років у Рудне відновив свою роботу вищий навчальний заклад УГКЦ — Львівська духовна семінарія Святого Духа.

### Медицина

Амбулаторія залізничної станції Зимна Вода

У Рудне до 2018 року працювала амбулаторія сімейної медицини № 2 комунальної 5-ї міської клінічної поліклініки м. Львова (вул. Грушевського, 48). У 2018 році амбулаторія переїхала у реконструйоване приміщення на вул. Шевченка, 64 (колишня вілла Бурггардта). Натомість тут у 2020—2021 роках проводилася реконструкція будівлі недіючої амбулаторії під один з корпусів закладу дошкільної освіти № 180, що на вул. Грушевського, 56 (розрахований ще три додаткові групи).
На території селища також розташована амбулаторія залізничної станції Зимна Вода (вул. Грушевського, 31), яка була підпорядкована лікарсько-санітарній службі Львівської залізниці. Будинком, у якому розташована лікарська амбулаторія опікується ще із 1946 року Дорожня поліклініка Львівської залізниці. У 1993 році Рудненська селищна рада передала цей будинок на баланс Дорожньої поліклініки, мотивуючи своє рішення тим, що не має коштів на його утримання в належному стані. Незадовго після того у лікарську амбулаторію коштом залізниці було проведено водопостачання, а 2002 року — і газ. Також Дорожня поліклініка протягом усього цього часу проводила у приміщенні амбулаторії поточні ремонти. Загалом, Дорожня поліклініка обслуговувала близько трьох тисяч населення, в тому числі залізничників та членів їхніх сімей. Проте, щоб покращити умови роботи медперсоналу та не порушувати санітарно-гігієнічні вимоги, в амбулаторії планувалося провести капітальний ремонт. Також Дорожня поліклініка Львівської залізниці мала намір відновити там стоматологічний та педіатричний кабінети. Саме у зв'язку із цими планами адміністрація Дорожньої поліклініки на початку 2007 року звернулася до Рудненської селищної ради з листом-проханням про надання дозволу на оформлення права власності на будівлю лікарської амбулаторії (загальна площа 90 м²) станції Зимна Вода. Проте, за результатами голосування від 2 березня 2007 року, сесія Рудненської селищної ради відмовила Дорожній поліклініці у наданні такого дозволу. У рішенні селищної ради № 180 від 22 березня 2007 року зазначено, що таку позицію депутати зайняли, керуючись Законом Про місцеве самоврядування в Україні. Нині будівля амбулаторії стоїть пусткою.
Крім амбулаторії в селищі діє ще декілька приватних лікарів, які спеціалізуються на наданні послуг із медичного консультування та лікування у сфері загальної медицини — ТзОВ «Соната-Плюс» та послуг приватного стоматолога — ТзОВ «Фірма „Потік-Експрес“». Також в селищі працює декілька аптек, зокрема, ДКП «Аптека № 51», аптечний магазин мережі аптек «DS» (ТзОВ «Маркет Універсал»), аптека «Здорова сім'я» № 1 та дві приватних аптеки (ФОП Янкевич М. В., ПП Турик І. І.).

### Торгівля
У Рудне діє невеличкий ринок та супермаркети торговельних мереж «Рукавичка» та «АТБ», а також декілька приватних крамничок.

### Транспортне сполучення
Мешканці Рудна користуються залізничною станцією «Зимна Вода», що розташована на межі між селами (колія ділить колись одне велике село Зимна Вода навпіл): з боку Зимної Води — по вул. Миру, а від Рудна — вул. Шептицького. Сама станція пов'язана гілками прямого залізничного сполучення з Мостиськами, Шклом, Судовою Вишнею та Львовом. На станції чотири рази на добу зупиняється електропотяг «Львів-Мостиська ІІ».
|     |                                                    |
| 52  | вул. Петра Панча — с. Рудне                        |
| 84  | вул. Щурата — с. Рудне                             |
| 184 | АС2 — с. Зимна Вода (залізнична станція) — Доманів |
| 287 | вул. Скрипника — с. Рудне                          |

## Пам'ятки історії

### Пам'ятки архітектури
Вілла Бурґгардта
У місцевості «Осичина» наприкінці XIX століття німець Бурґгардт збудував гарну віллу (сучасна адреса — вул. Шевченка, 64), у якій згодом оселився. Крім вілли, на території величезного маєтку, було збудовано комплекс господарських будівель. За радянських часів у приміщенні вілли містився санаторій. У 2016—2018 роках проведена реконструкція цього приміщення під лікарню. У 2018 році сюди переїхала амбулаторія сімейної медицини № 2 комунальної 5-ї міської клінічної поліклініки м. Львова.
Млин Стриховач (не зберігся)
У місцевості «Над ставом» ще до кінця 1930-х років знаходився млин Стриховач. Нині це місце знаходиться при в'їзді до Старого Рудна, з лівого боку, за автомобільним мостом через річку Зимна Вода.

### Сакральні споруди
Церква Воздвиження Чесного Хреста (XIV ст)
Початки святині відносять приблизно до XIV ст. Під час загарбання Зимної Води у 1365 р. церква була власністю о Василіян і вважалася парохіяльною для с. Зимна Вода, яка в тому часі ще не була польською, а село Рудно не існувало. Хоча власник Зимної Води Іван Голомбек утворив 1453 року для римо-католиків нову парохію, проте він і поляки цілий час користувалися церквою Воздвиження для богослужінь, аж до часу, коли збудували і освятили в 1625 р. костел св. Катерини. Вона збудована у візантійському стилі і розміщена на горбку, який домінував над селом. Біля церкви була дзвіниця, подібна до мурованої оборонної башти, з чотирма дзвонами різної величини. Згодом після відокремлення Рудно від Зимної Води, ця церква була передана громаді Рудно. За поверсальської Польщі храм був під державною охороною. Сьогоднішнього вигляду святиня набула після перебудови 1815 р. Відомо, що в 1930 р. відбулася канонічна візитація храму. У 1930-х рр. він перебував під патронатом наслідника Мечислава Лазовського зі Львова. Парохом був Корнило Загайкевич ( 1885 р. н. ). При церкві існували братства: "Апостольської Молитви (належало 100 чол.), "Доброї Смерти" (належало 90 чол.). У 1930-1932 рр. церкву надбудували вгору на 1,5 м., в результаті незначно підвищили дах зі збереженням його форми. В той же час перед церквою збудували нову, існуючу сьогодні дзвінницю. У період з 1946 по 1991 р. храм був діючий. У 1962 р. відремонтували дах церкви, помалювали бляху зеленою фарбою. У 1966 р. довкола святині влаштували огорожу з півтораметрової сітки, яку пофарбували. До храму зробили 91 сходинку. Над головним входом до святині є чотири дати: "1678-1936", "1968", "1987". Не знаю, що означають перші дві дати, можливо, користування Греко-Католицькою Церквою, інші, очевидно, показують роки ремонту або відновлення. Від 1991 р. церква належить греко-католицькій громаді. Будівля збудована на вапняному розчині з цегли 27 х 14 х 7 см. в "йосифінському" стилі. Колись біля неї стояли старі липи. За час Незалежності України церкву відремонтували зовні, збудували дві каплиці.
Церква Покрова Пресвятої Богородиці (1935)
При вулиці Володимира Великого розташований дерев'яний костел, нині відомий, як церква Покрова Пресвятої Богородиці, збудований у 1935 році за проєктом львівського архітектора Людвіка Вельтце. Римо-католицька громада села використовувала костел до 1945 року за його прямим призначенням, а потім майже півстоліття радянська влада використовувала храм, як спортивний зал і лише наприкінці 1990-х років у храмі проведено реставраційні роботи та відновлено богослужіння. Нині церква Покрова Пресвятої Богородиці належить однойменній релігійній громаді ПЦУ Рудна. Церква не має статусу пам'ятки архітектури. На суміжній території вже понад 20 років ведеться будівництво нового більшого храму ПЦУ Покрова Пресвятої Богородиці.
Церква-каплиця Святого Рівноапостольного князя Володимира (2000)
15 квітня 2000 року владика Любомир (Гузар) освятив, на честь Святого Рівноапостольного князя Володимира, каплицю монастиря Святого Івана Богослова, яка згодом стала семінарійською каплицею. Внутрішній розпис каплиці завершено у 2001 році.
- Релігійна громада УГКЦ.
- Мала семінарія Києво-Галицької митрополії УГКЦ.
- Релігійна громада Свідки Єгови у смт. Рудно.

Каплиці
- Пресвятої Богородиці (вул. Лісна), відкритого типу, огороджена та у вечірній час освітлюється. На постаменті під фігурою вибито надпис: «О, Маріє, Мати Божа, молися за нас. 10.ІХ.2004».
- Пресвятої Богородиці (вул. Драгоманова — вул. Вишенського), відкритого типу з високою фігурою Богородиці з маленьким Ісусом на руках. На арці надпис: «Пресвята Богородице спаси нас». Ця каплиця є найбільшою у Рудне та має гарне освітлення в нічний час.
- Святого Володимира Великого (вул. Шевченка, 188), що належить парафії Святого Володимира[31] Залізничного протопресвітерату Львівської Архиєпархії УГКЦ. Адміністратором є отець Юрій Воловецький[32].

### Пам'ятки монументального мистецтва
Пам'ятники, меморіали
- На штучно насипаній горі «Голда», що на схід від Старого Рудна, встановлена висока стела з тризубом та хрестом вгорі. На меморіальній таблиці є надпис: «… Молись, молися сину: за вкраїну його замучали колись» Т. Шевченко. Борцям за волю України 1.ХІ.1941 — 25.VI.1989».
- Пам'ятник загиблим євреям (Руднівський ліс), встановлений у 1998 році родичами загиблих. Надпис на пам'ятнику, нагадує нам, що «На цьому місці були вбиті німецькими нацистами 53 євреї, які були привезені з робочого табору в Зимну Воду 16.06.1943 року. Цей пам'ятник у 1998 році встановили Олександр та Ірена Чобан (Сарель-Фогельман), в пам'ять про маму Генрику, бабцю Берту Гамер та батька Альфреда, знищеного у 1942 році у Белзі».
- Пам'ятник Т. Г. Шевченку.
- Пам'ятний знак (на початку вул. Мазепи) з меморіальною таблицею, на якій надпис: «Ця вулиця дала нашій історії Українських Січових Стрільців. Пам'ятаймо їхні імена: Банах Євген, Сидорик Євген, Коваль Юстин, Ярош Іван та Сильвестр, Ковалишин Антін, Зелінський Максим, Петрушко Михайло, Байцар Степан, Козак Дмитро. Вічна пам'ять героям!».
- Пам'ятний знак (майдан між вул. Сліпого та вул. Коновальця) з меморіальною таблицею, на якій надпис: «По цій дорозі в 1648 році проходили війська Богдана Хмельницького».[11]
- Пам'ятний знак (вул. Шептицького) Героям Небесної Сотні та воякам-односельцям, полеглим у російсько-українській війні на сході України.
- Пам'ятний знак «Хрест Свободи» (майдан між вул. Сліпого та вул. Коновальця), був встановлений ще у 1848 році, на згадку про скасування панщини в Галичині та відновлений у наш час.
- Пам'ятний хрест (вул. Мазепи) був встановлений у житловому масиві Старого Рудна, поблизу автомобільного мосту через річку Зимна Вода.

Фігури
- Фігура святої Параскеви (вул. Грушевського), яка стоїть на високому постаменті та у лівій руці свята Параскева тримає сувій з написами, а у правій — хрест. Встановлена ще за часів Польщі, у наш час була відновлена.
- Фігура Пресвятої Богородиці (вул. Шевченка), встановлена поблизу Львівської духовної семінарії Святого Духа та кінцевої зупинки громадського транспорту. На постаменті слова: «У пам'ятний 2014 рік Україна під Покров Богородиці», поруч із фігурою дерев'яний хрест та до композиції викладена бруківкою доріжка.
- Фігура Ісуса Христа (вул. Вишенського).
- Фігура Янгелика (вул. Шептицького), встановлена біля залізничної колії з боку Рудна, поблизу зупинного пункту «Зимна Вода».

Меморіальні (пропам'ятні) таблиці
- Меморіальна таблиця вчительці-поетесі Марійці Підгірянці, встановлена на фасаді будинку (вул. Грушевського), у якому вона мешкала упродовж 1957—1963 років.

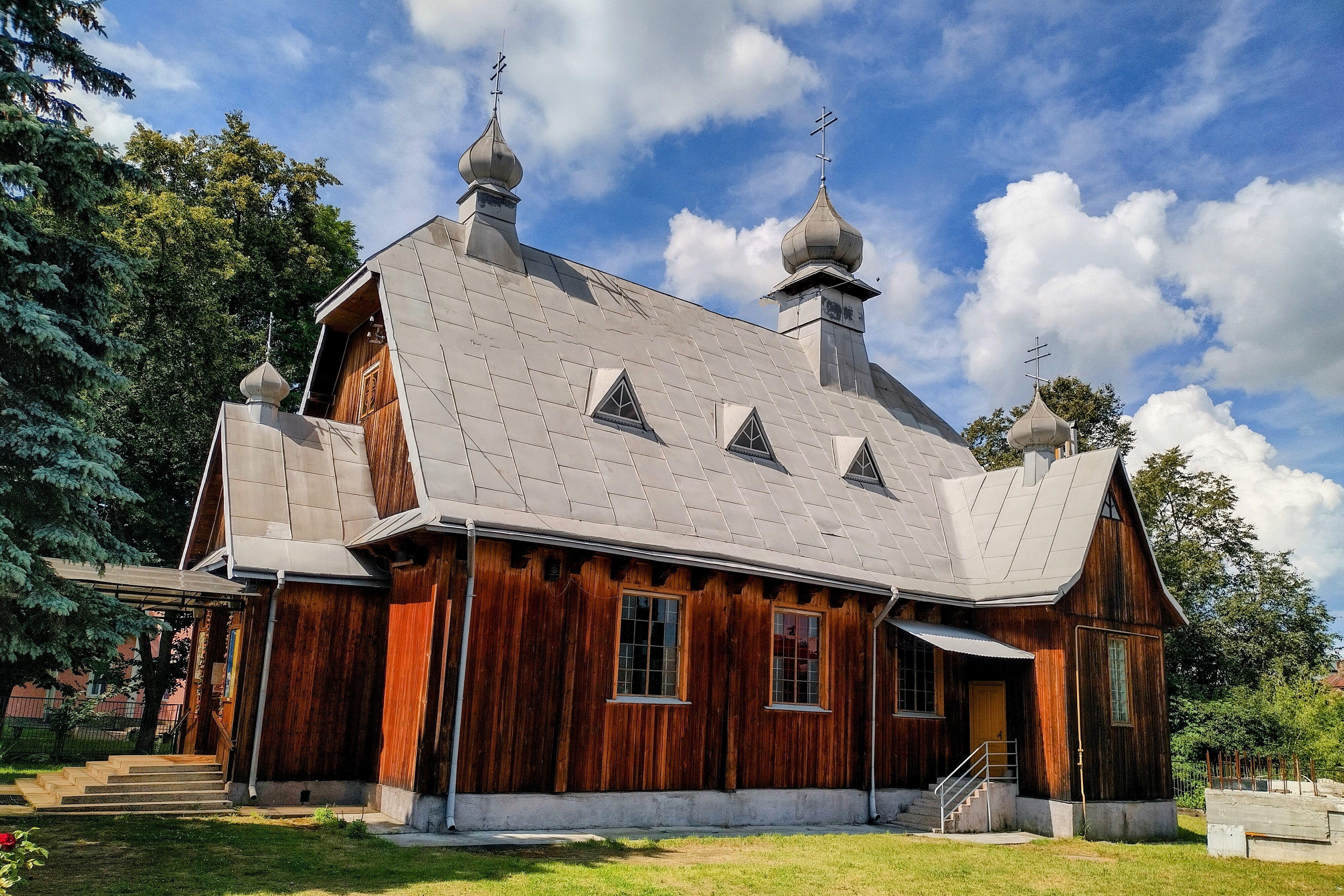
Церква Покрови Пресвятої Богородиці (1935)
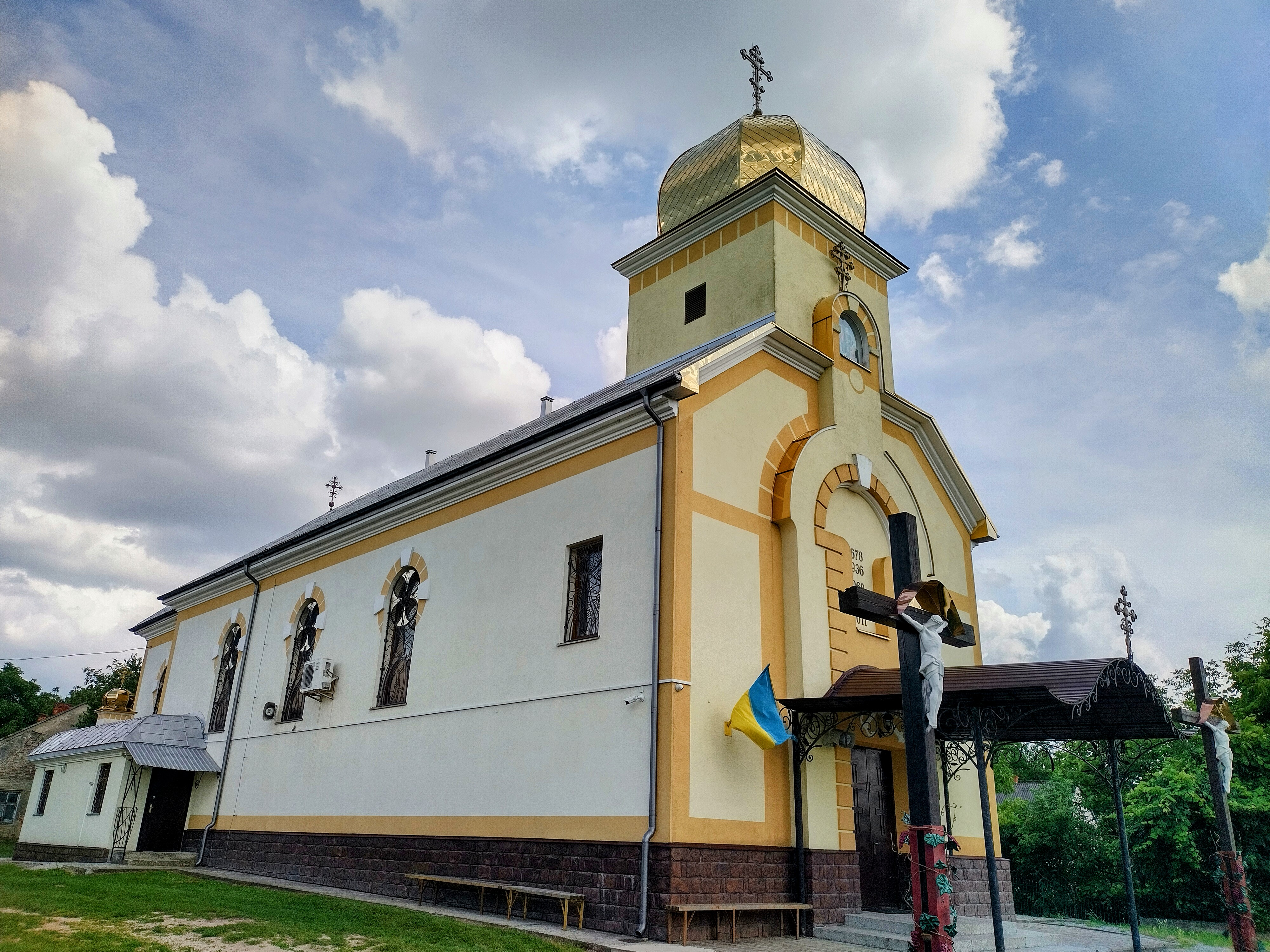
Церква Воздвиження Чесного Хреста
Каплиця Пресвятої Богородиці (вул. Лісна)
Фігура святої Параскеви (вул. Грушевського)

## Громадсько-політичне життя
У Рудне діє більше 10 різних громадських об'єднань та організацій, серед яких варто виділити:
- ГО «Туризм. Торгівля. Ресторан. Готель.»[33], метою діяльності якої є постійна консолідація зусиль та координація діяльності підприємств та працівників сфери обслуговування, спрямованих на підвищення та покращення рівня функціонування сфери послуг на Львівщині.
- ГО «Християнська Україна»[34], метою діяльності є сприяння формуванню державницької ідеології основаної на Божому Законі та тисячолітній християнській традиції Українського народу і побудова християнської Держави.
- ГО «Львівський центр правозахисту та менеджменту»[35].

## Культура
- Бібліотека — ЦБС для дорослих (вул. Грушевського, 70).
- Народний дім «Просвіта» (вул. Грушевського, 73).

## Спорт
В селищі є дві футбольні команди ФК Ватра та ФК Ластівка, які виступають у аматорській лізі чемпіонату АФЛ Львівської області. Клуб ФК Ватра заснований у 2006 році і вже за 2007—2008 роки встиг двічі стати переможцем у чемпіонаті та кубку аматорів. Для проведення домашніх матчів використовує місцевий стадіон «Ватра». Згодом на базі клубу створено ГО «Футбольний клуб „Ватра“». Щодо славнозвісної команди ФК «Ластівка», то заснування команди приписують ще в 1970-х роках, галерея здобутків налічує чимало нагород та кубків, проте чемпіонат АФЛ вдавалось виграти лише два рази, востаннє це було у 2017 році. Стадіон команди має однойменну назву. ФК «Ластівка» відома і серед професійних гравців чемпіонату України, деякі із них були задіяні в команду.

## Відомі люди

### Мистецтво
- Любомир Медвідь — український живописець, заслужений діяч мистецтв України, народний художник України, академік Академії мистецтв України.
- Василь Нагірний — український галицький архітектор та громадський діяч.
- Євген Нагірний — український галицький архітектор.

### Церква
- Ігор Мончак — священик Української греко-католицької церкви, доктор богослов'я, педагог, письменник. На початку 1990 років викладав у Львівській духовній семінарії Святого Духа в Рудно.
- Лев Трещаківський — галицький громадський діяч, греко-католицький священик, діяч Головної Руської Ради. Залишив по собі в парафії гарну пасіку та великий сад.

### Освіта
- Павло Банах — український педагог, літератор, громадський діяч. Вчителював в Рудне близько 10 років[36].
- Євгенія Кучеренко — український педагог. Кандидат педагогічних наук, Герой Соціалістичної Праці, Лауреат Державної премії УРСР у галузі науки і техніки. Від 1946 року працювала вчителькою української мови та літератури у с. Рудно у львівській середній загальноосвітній школі № 74.

## Галерея

Погруддя Т. Г. Шевченку
Народний дім «Просвіта»
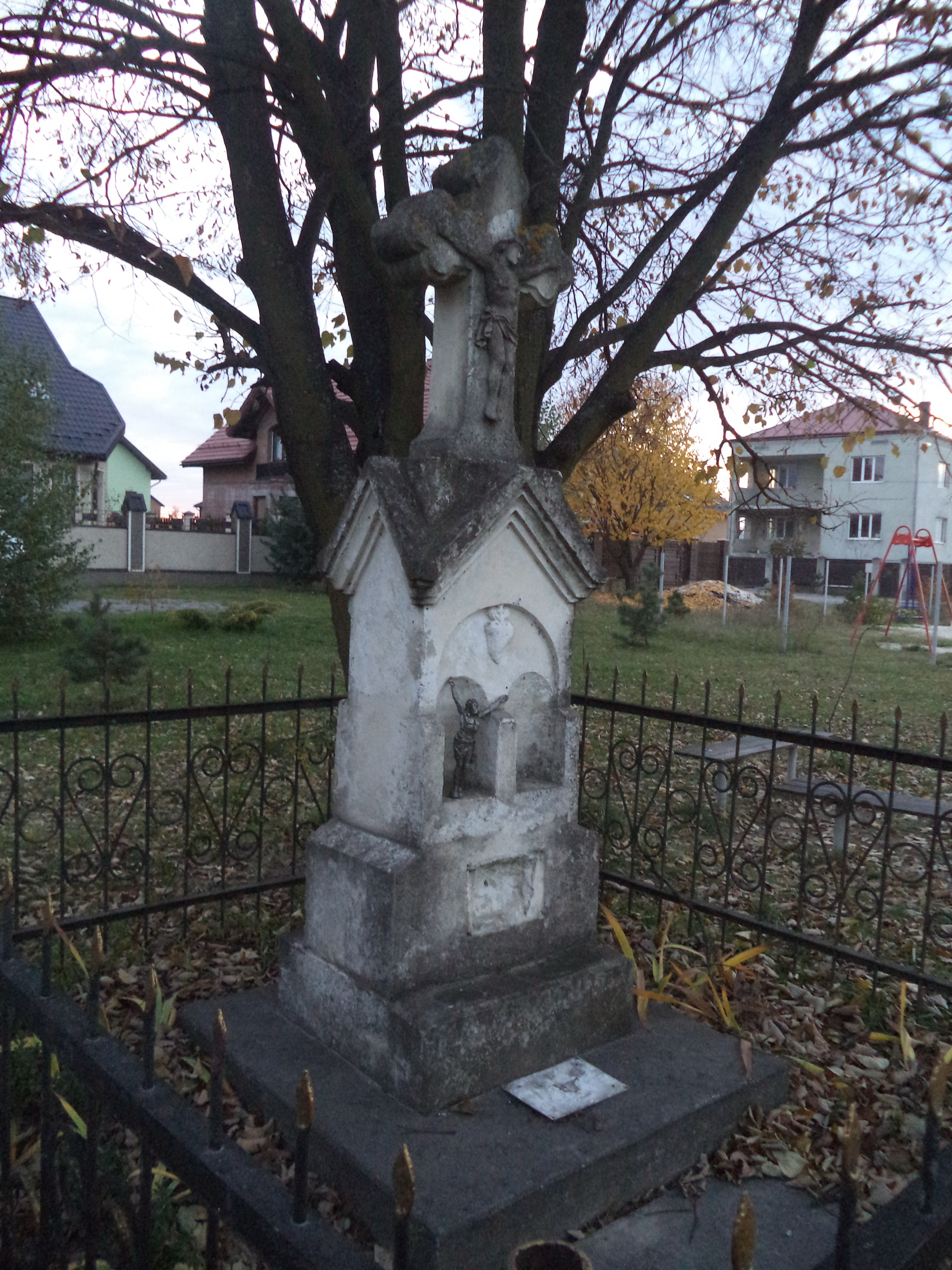
Пам'ятний хрест на згадку про скасування панщини у 1848 році
Пам'ятний знак Українським Січовим Стрільцям — уродженцям Рудного
Пам'ятний знак Героям Небесної Сотні та воякам-односельцям, полеглим у російсько-українській війні на сході України
Пам'ятний знак, при дорозі, по якій у 1648 році проходили війська Богдана Хмельницького